# Danielle Reyna
Danielle Marie Reyna (nascuda Egan, el 28 d'agost de 1973) és una exjugadora de futbol nord-americana. Va jugar sis partits amb la selecció femenina dels Estats Units el 1993. Es va casar amb el futbolista Claudio Reyna el 1997.

## Carrera universitària
Reyna va jugar al North Carolina Tar Heels amb l'entrenador Anson Dorrance i al costat de Mia Hamm, Tisha Venturini i Kristine Lilly.

## Carrera internacional
El 1993, Reyna va fer sis aparicions, totes titulars, amb l'equip sènior femení dels Estats Units. Va marcar un gol, el primer en una victòria per 6-0 sobre Austràlia a Hamilton, Ontario, el 7 de juliol de 1993.

## Vida personal
Reyna és d'origen irlandès. Es va casar amb Claudio Reyna, aleshores membre de la selecció masculina dels Estats Units, el juliol de 1997, una setmana després que assistís al FIFA All-Star Game a Hong Kong i dues setmanes després de la classificació per a la Copa del Món de la selecció masculina dels Estats Units a El Salvador. Han tingut quatre fills: Jack (1999–2012), Giovanni (nascut el 2002 i que porta el nom de Giovanni van Bronckhorst, el bon amic de Reyna i antic col·lega als Rangers), Joah i Carolina. El fill de 13 anys de Reyna, Jack, va morir el juliol de 2012 després de patir càncer. La família vivia a Bedford, Nova York, fins que Claudio va ser contractat com a director esportiu de l'Austin FC el novembre de 2019.